# Myrmarachne constricta
Myrmarachne constricta är en spindelart som först beskrevs av John Blackwall 1877.  Myrmarachne constricta ingår i släktet Myrmarachne och familjen hoppspindlar. Inga underarter finns listade i Catalogue of Life.